# (1626) Sadeya
(1626) Sadeya ist ein Asteroid des Hauptgürtels, der am 10. Januar 1927 vom katalanischen Astronomen José Comas Solá in Barcelona entdeckt wurde.
Der Name des Asteroiden stellt die Abkürzung der Sociedad Astronómica de España y América dar, deren erster Präsident der Entdecker war.